# آمپاهیتروسی
آمپاهیتروسی (به لاتین: Ampahitrosy) یک منطقهٔ مسکونی در ماداگاسکار است که در آنالامانگا واقع شده‌است. آمپاهیتروسی ۱۳٫۵ کیلومتر مربع مساحت و ۵٬۶۵۴ نفر جمعیت دارد و ۱٬۲۶۰ متر بالاتر از سطح دریا واقع شده‌است.